# Röcken

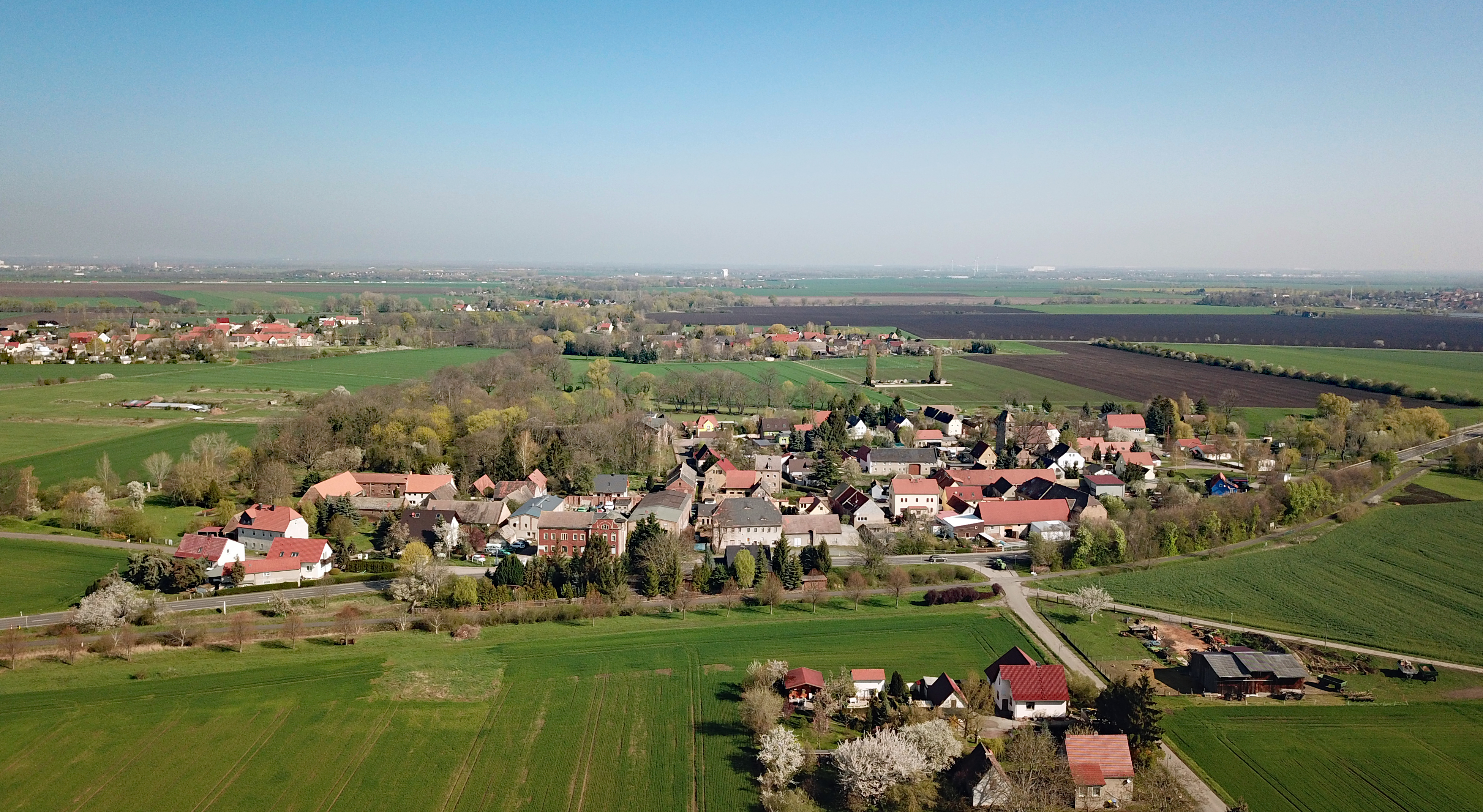
Luftbild

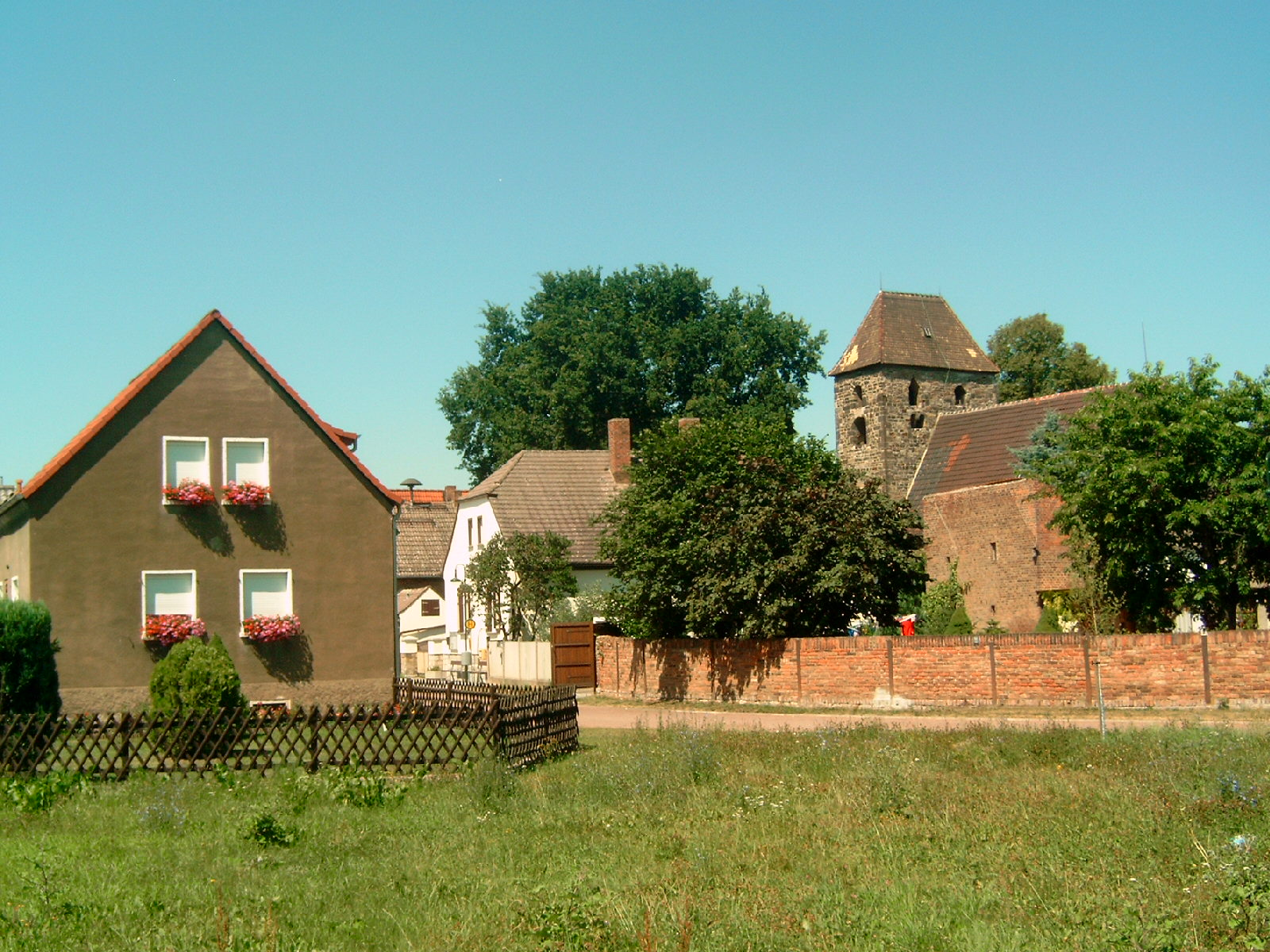
Dorfbild Röcken mit Kirche

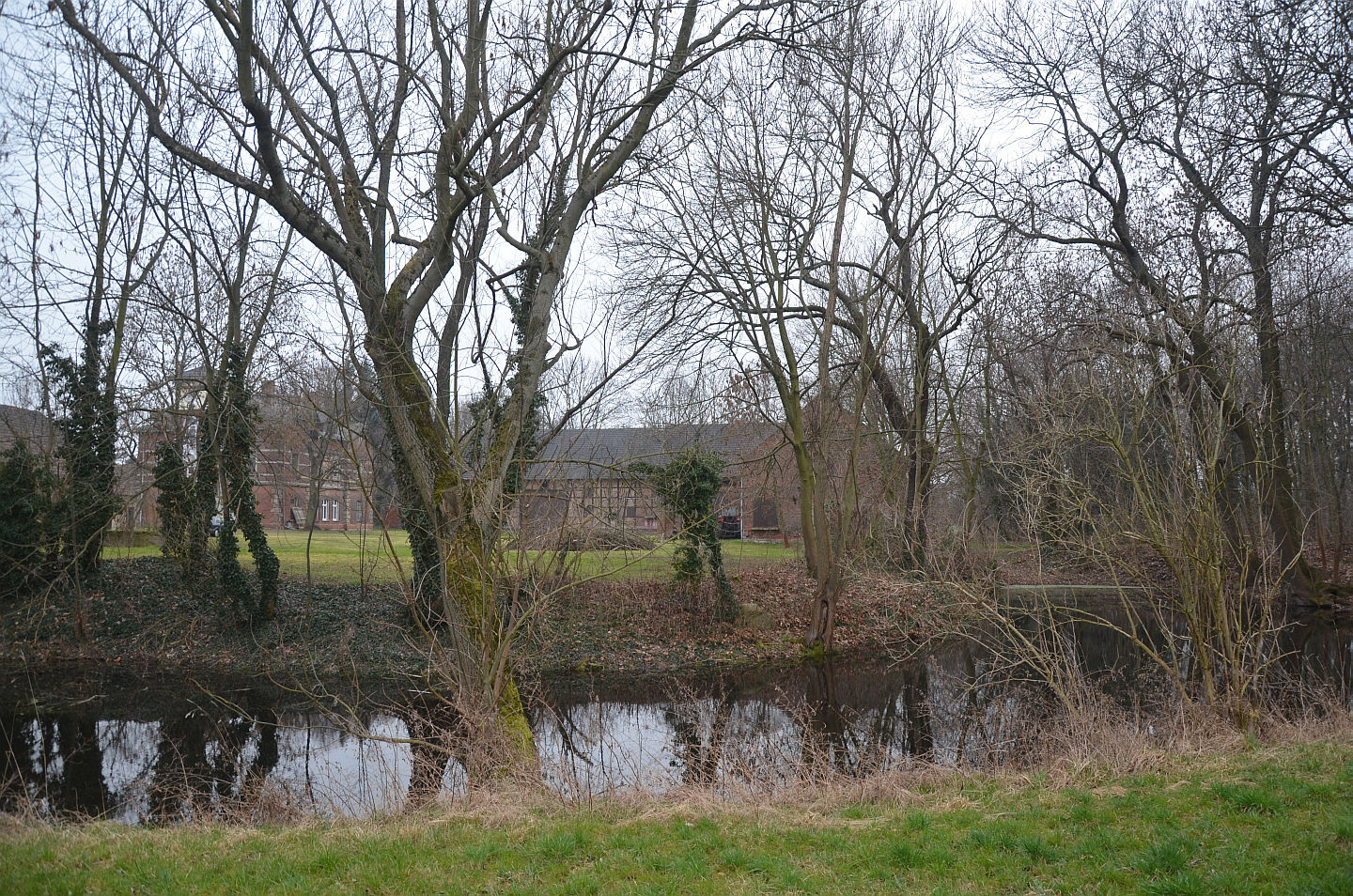
Landschaft bei Röcken

Röcken ist ein Ortsteil der Stadt Lützen im Burgenlandkreis in Sachsen-Anhalt. Bis zum 30. Juni 2009 war Röcken eine selbstständige Gemeinde, in der rund 600 Einwohner auf 11,8 km² lebten. Röcken ist Teil der international bekannten Geschichts- und Kulturregion Lützen und Umgebung sowie Geburtsort und Grabstätte des Philosophen Friedrich Nietzsche.

## Geografie
Der Ort Röcken liegt zwischen Weißenfels und Lützen etwa 20 Kilometer südwestlich von Leipzig in der Leipziger Tieflandsbucht und bildet aufgrund seiner Landschaft, die bisher vom Braunkohlenbergbau unberührt geblieben ist, ein Fragment der ursprünglichen Kulturlandschaft. Damit erhielt sich der Charakter dieses flachen Landschaftsgebietes, der durch die flurmäßige Anordnung weiträumiger Felder und aus Dörfern mit Weihern gekennzeichnet ist.
Ortsteile der ehemaligen Gemeinde Röcken waren Bothfeld, Michlitz (beide bis dahin selbständige Gemeinden wurden am 1. Juli 1950 nach Röcken eingemeindet), Röcken und Schweßwitz (wurde ebenfalls am 1. Juli 1950 nach Röcken eingemeindet).
Die Bahnstrecke Leipzig-Plagwitz–Pörsten über Röcken ist seit 1998 stillgelegt (letzte Fahrt am 23. Mai 1998) und wurde nach der gesetzlichen Wartefrist im Jahre 2005 demontiert, der Bahndamm wird zum großen Teil für den asphaltierten Elster-Saale-Radweg genutzt.
Die B 87 endet ca. 2 km von Röcken entfernt an der Anschlussstelle Lützen der A 38. Etwa 4 km westlich von Röcken befindet sich das Autobahnkreuz Rippachtal, über das der Ort mit der A 9 in Richtung München verbunden ist. Um auf der A 9 in Richtung Berlin zu fahren, empfiehlt sich die Anschlussstelle Bad Dürrenberg über die B 87 hinter Lützen.

## Geschichte
Der Ort wurde 1232 erstmals urkundlich erwähnt. Die Gründung datiert jedoch weit früher, vermutlich durch sorbische Siedler. Röcken, von fruchtbaren Feldern mit hochwertigem Lössboden umgeben, war von Anbeginn ein Bauerndorf mit einem Rittergut sowie Klein- und Mittelbauern. Das Dorfbild veränderte sich auch im 19. Jahrhundert nicht, als die Industrialisierung in der näheren Umgebung Struktur- und Arbeitsveränderungen mit sich brachte. Röcken, Bothfeld, Michlitz und Schweßwitz gehörten bis 1815 zum hochstift-merseburgischen Amt Lützen, das seit 1561 unter kursächsischer Hoheit stand und zwischen 1656/57 und 1738 zum Sekundogenitur-Fürstentum Sachsen-Merseburg gehörte. Der an Röcken vorbeiführende historische Verkehrsweg Via Regia von Frankfurt am Main nach Leipzig führte dazu, dass der Ort, auch wegen der Nähe zur zwei Kilometer entfernten Stadt Lützen, mit Ereignissen mitteldeutscher Geschichte verbunden ist. Am 15. November 1632, dem Vorabend der Schlacht bei Lützen, zog der König von Schweden, Gustav Adolf, bereits in Schlachtordnung auf dieser Straße an Röcken vorbei auf Lützen zu, um dort in Stellung für die am darauf folgenden Tag stattfindende Schlacht zu gehen, nachdem er in Pörsten und Poserna unweit von Röcken kaiserliche Kroaten besiegt hatte.
Durch die Beschlüsse des Wiener Kongresses kamen Röcken, Bothfeld, Michlitz und Schweßwitz mit dem Westteil des Amts Lützen im Jahr 1815 zu Preußen. Sie wurden 1816 dem Kreis Merseburg im Regierungsbezirk Merseburg der Provinz Sachsen zugeteilt. Im Zuge der ersten Kreisreform in der DDR wurden Bothfeld, Michlitz und Schweßwitz nach Röcken eingemeindet und der Ort am 1. Juli 1950 in den Kreis Weißenfels umgegliedert. Mit der zweiten Kreisreform 1952 kam Röcken zum Kreis Weißenfels im Bezirk Halle, der 1990 wieder zum Landkreis Weißenfels wurde und im Jahr 2007 im Burgenlandkreis aufging.
Am 1. Juli 2009 wurde Röcken nach Lützen eingemeindet. Die letzte Bürgermeisterin war Marlies Riedel.

### Die Kirche in Röcken
Die Kirche in Röcken wurde in der ersten Hälfte des 12. Jahrhunderts erbaut und ist bis heute weitestgehend in ihrem Urzustand erhalten geblieben. Sie gehört mit ihrem Wehrturm zu den ältesten Kirchenbauten der Region um Lützen. Sehenswert sind die romanischen Pfeiler mit Palmettenornament im Kircheninneren und zwei Epitaphien der letzten Ritter von Kratzsch aus dem 17. Jahrhundert. Unter dem frühkindlichen Eindruck dieser Epitaphien stilisierte der jugendliche Friedrich Nietzsche im Nachhinein das Epitaph des Ritters in Rüstung aufgrund von Ähnlichkeitsmerkmalen zur Erscheinung des heiligen Georg in seiner ersten Autobiographie Aus meinem Leben von 1858: „(…) in der düstern Sakristei der Kirche stand an der einen Seiten das übermenschliche Bild des Heiligen Georg, von geschickter Hand in Stein gegraben. Die hehre Gestalt, die furchtbaren Waffen und das geheimnisvolle Halbdunkel ließen mich ihn immer nur mit Scheu betrachten. Einst, so geht die Sage, sollen seine Augen erschrecklich gefunkelt haben, so daß alle, die ihn angesehen hätten, mit Grausen erfüllt worden wären.“
In dieser Kirche wurden die Eltern Friedrich Nietzsches am 10. Oktober 1843 getraut und er selbst am 24. Oktober 1844 von seinem Vater Carl Ludwig Nietzsche auch getauft.
Die Kirche ist unter der Nummer 094 14183 als Baudenkmal in der Liste der Kulturdenkmale der Stadt Lützen eingetragen.

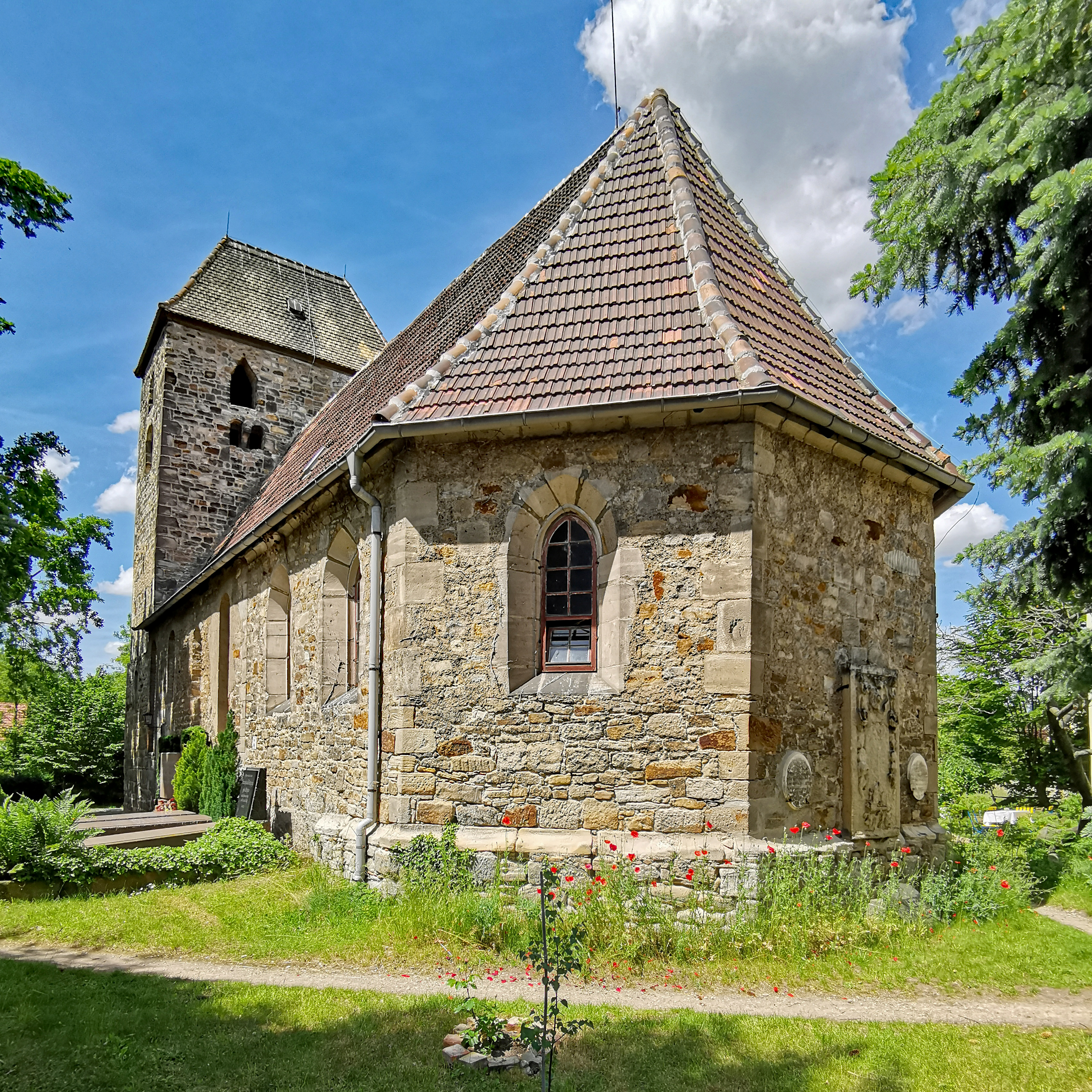
Kirche in Röcken mit Familiengrabstätte Nietzsche
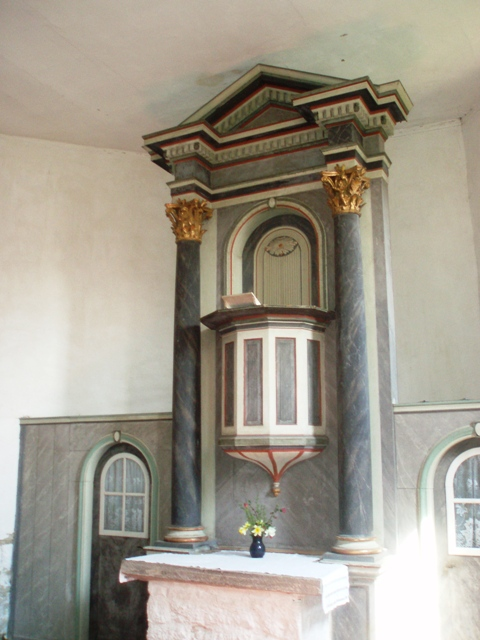
Altar und Kanzel der Kirche in Röcken
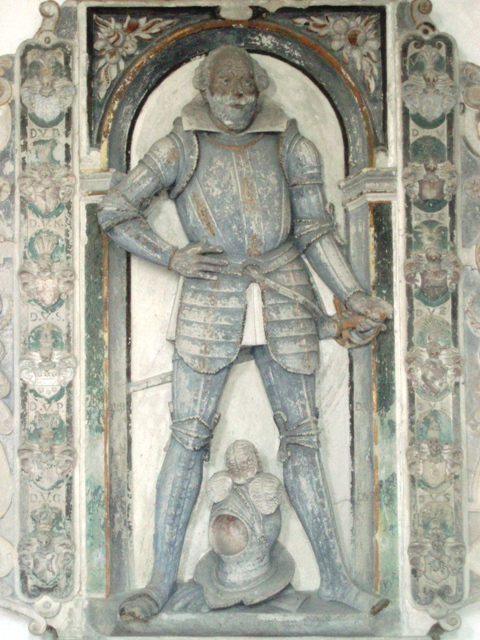
Epitaph eines der letzten Ritter von Kratzsch in der Kirche Röcken
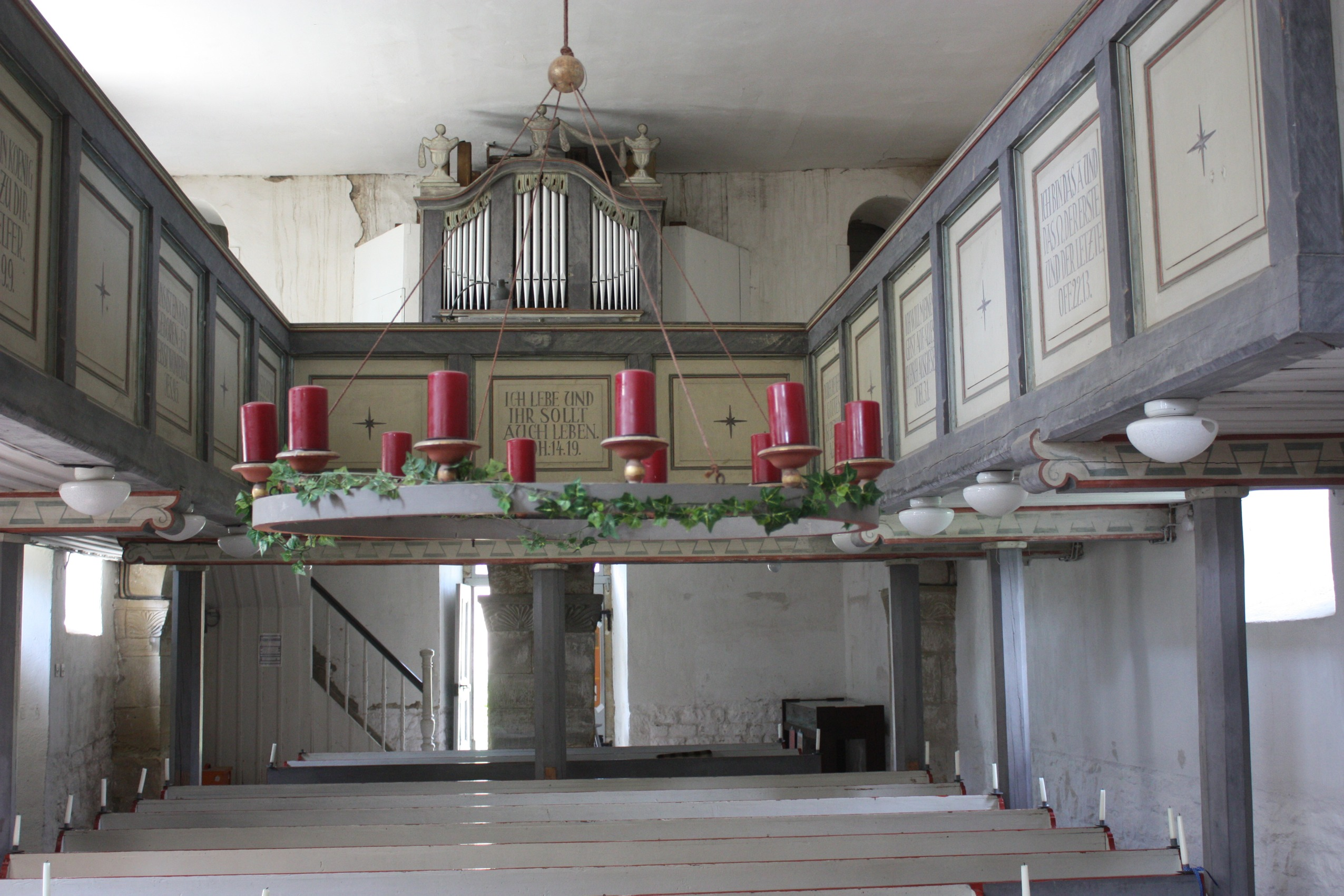
Orgel der Kirche in Röcken

### Die Kirche in Bothfeld

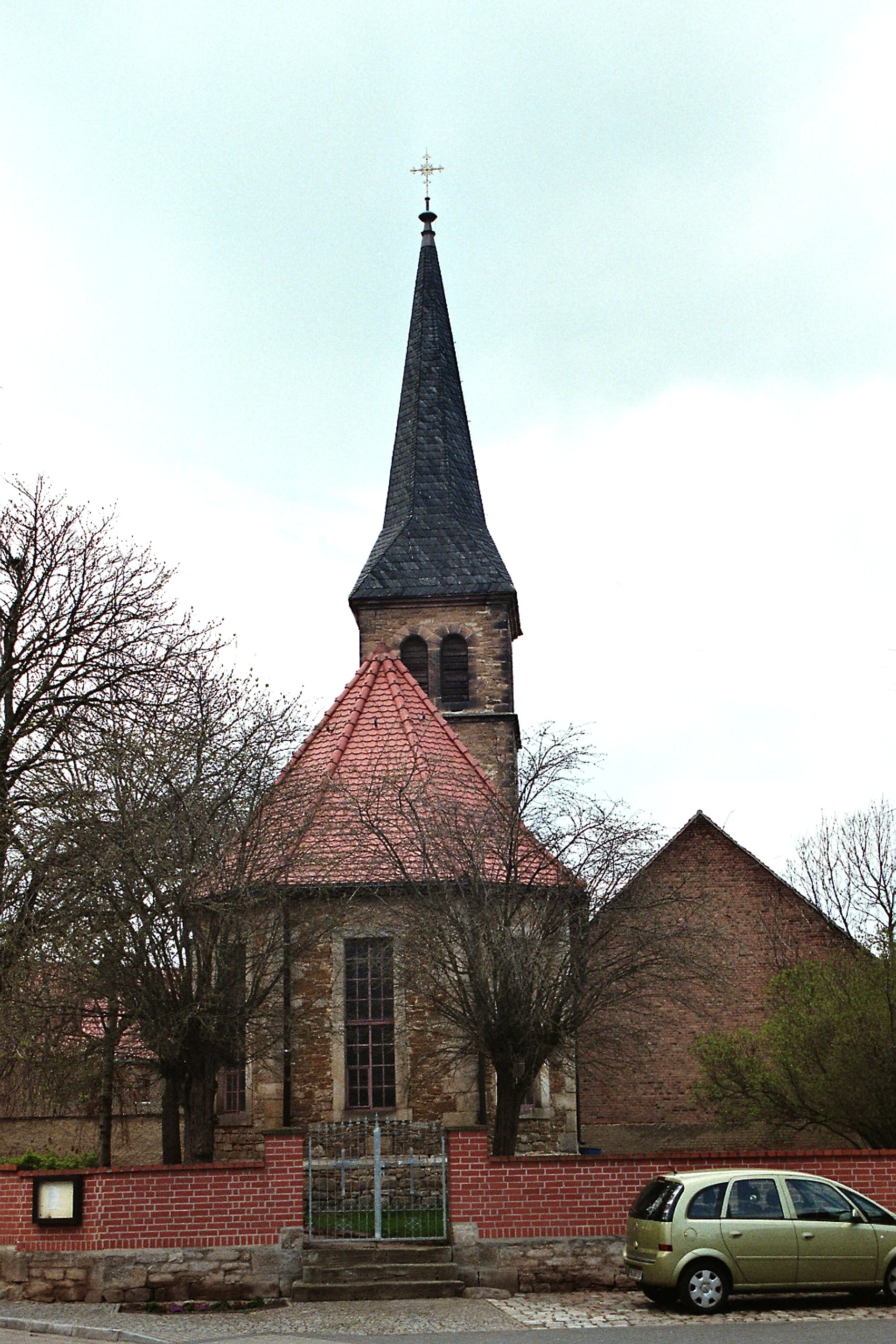
Dorfkirche Bothfeld

Die Kirche in Bothfeld wurde 1795 gebaut und im Jahr 1884 noch einmal umgebaut. Es handelt sich um eine Saalkirche mit mittelalterlichem Ursprung. Sie ist im Baustil des Barock bzw. des Historismus gehalten. Die Innenausstattung stammt aus dem 19. Jahrhundert, die Orgel wurde aus der Kirche in Pobles übernommen.
Die Kirche ist unter der Nummer 094 14193 als Baudenkmal in der Liste der Kulturdenkmale der Stadt Lützen eingetragen.

### Einwohnerentwicklung
Entwicklung der Einwohnerzahl (ab 1995 Stichtag 31. Dezember):
| Jahr | Einwohner |
| ---- | --------- |
| 1990 | 665*      |
| 1995 | 618       |
| 2000 | 617       |
| 2005 | 611       |
| 2006 | 610       |
| 2007 | 599       |

* 3. Oktober

## Friedrich Nietzsche und Röcken

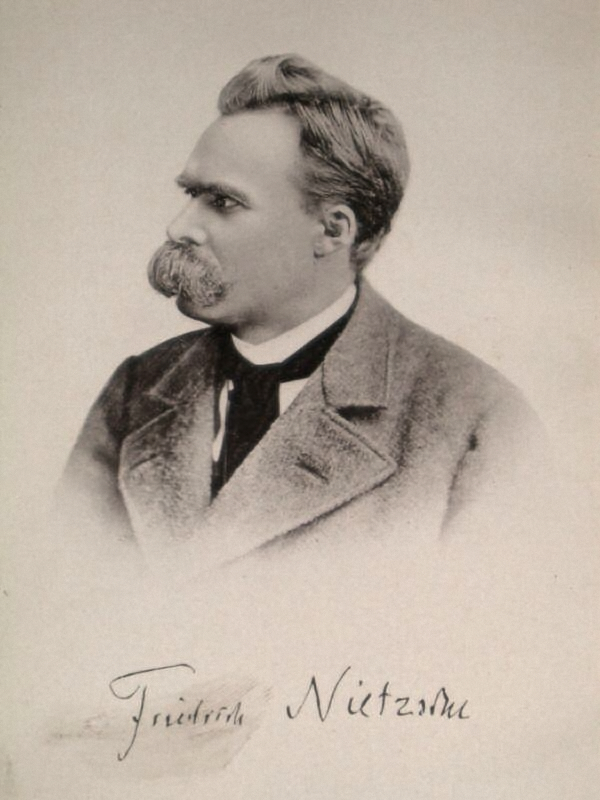
Friedrich Nietzsche

Der bedeutendste Einwohner war der am 15. Oktober 1844 im Pfarrhaus von Röcken geborene Philosoph Friedrich Nietzsche, der mit seinen Werken Weltruhm erlangte und am 28. August 1900 auch in seinem Geburtsort bestattet wurde. Friedrich Nietzsches Vater Carl Ludwig Nietzsche war von 1842 bis 1849 Pfarrer des Kirchspiels Röcken. Das 1825 erbaute Geburtshaus Friedrich Nietzsches ist bis heute das Pfarrhaus der Kirchengemeinde Röcken.
Friedrich-Nietzsche-Gedenkstätte in Röcken
Auf dem Kirchenareal befindet sich in einem Nebengebäude die museale Nietzsche-Gedenkstätte mit Dauerausstellung zum Thema „Friedrich Nietzsche und Röcken“, die von den „Freunden von Röcken“ nach 1990 schrittweise aufgebaut wurde und 2003 umfassend saniert und erweitert wurde. In drei Räumen werden Nietzsches Kindheit, sein Verhältnis zum Christentum und die Geschichte seiner Ruhestätte aufgezeigt. Träger der Gedenkstätte ist das Evangelische Kirchspiel Lützener Land. Geburtshaus, Taufkirche, Dorfschule und das Familiengrab bilden ein museales Ensemble, das Einblick in die Lebenswelt der ersten Kindheitsjahre Friedrich Nietzsches gibt.
Die Gräber von Friedrich Nietzsche und seiner Schwester Elisabeth Förster-Nietzsche sowie der Eltern Carl Ludwig Nietzsche und Franziska Nietzsche, geborene Oehler und des kleinen Bruders Ludwig Joseph Nietzsche befinden sich in der Familiengruft an der Kirche in Röcken. Mit Beschluss des Rates des Kreises Weißenfels vom 31. Dezember 1986 wurde das Familiengrab Nietzsche „wegen seiner geschichtlichen, künstlerischen bzw. wissenschaftlichen Bedeutung für die sozialistische Gesellschaft“, wie es in der damaligen Begründung hieß, unter Denkmalschutz gestellt.
Im Jahr 2000 wurde zum 100. Todestag Friedrich Nietzsches neben der Kirche auf dem ehemaligen Friedhof die vom Künstler Klaus Friedrich Messerschmidt geschaffene Skulpturengruppe „Röckener Bacchanal“ eingeweiht, die Friedrich Nietzsche in verschiedenen Situationen seines Lebens stehend an seinem Grab zeigt und einem Traum Nietzsches nachempfunden wurde. Die Figuren entsprechen in ihrer Modellierung den realen Körpergrößen Friedrich Nietzsches und seiner Mutter Franziska Nietzsche.

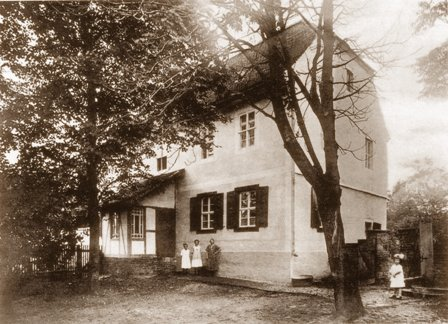
Pfarrhaus von Röcken um 1900, Geburtshaus von Friedrich Nietzsche
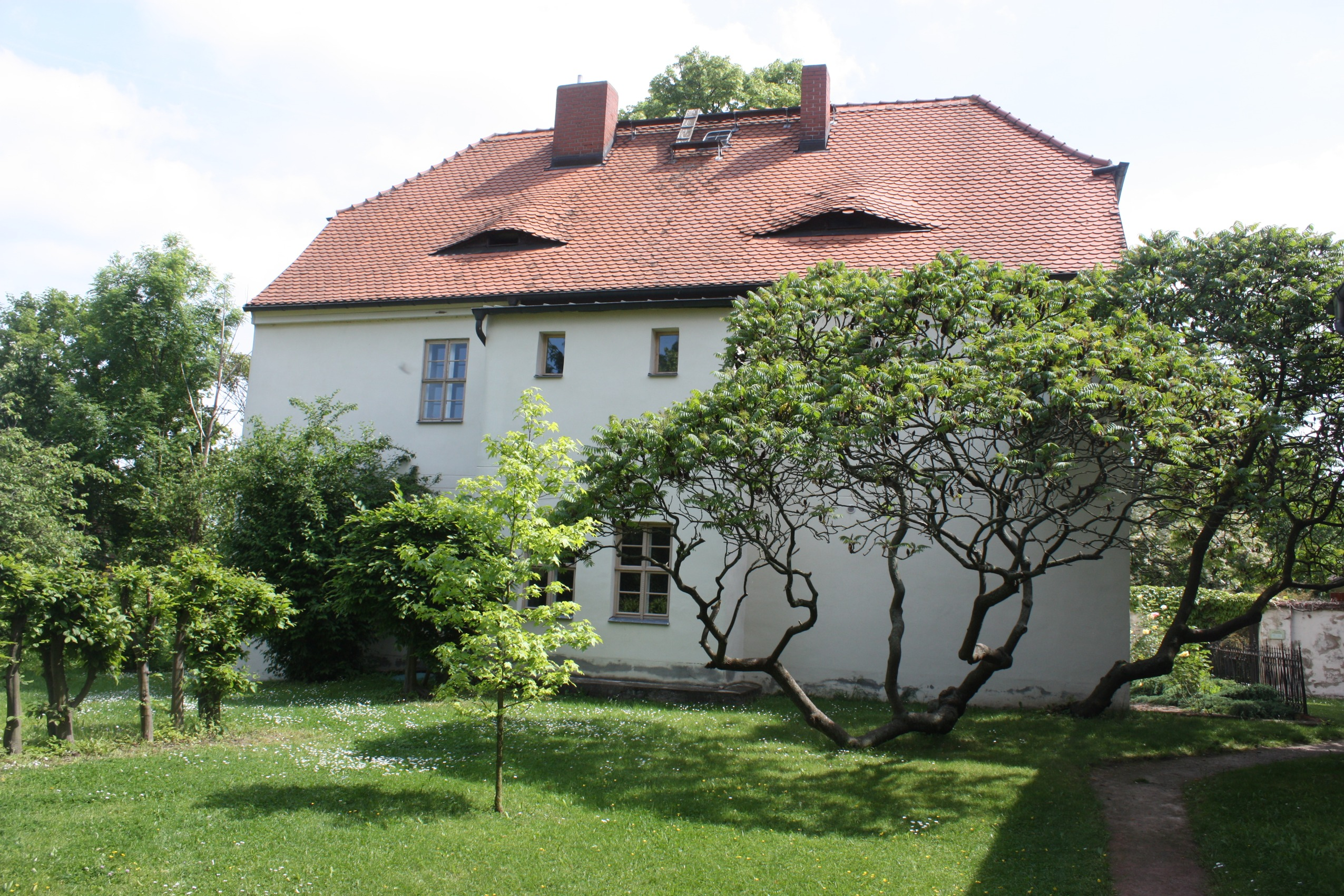
Das Geburtshaus im Jahr 2014
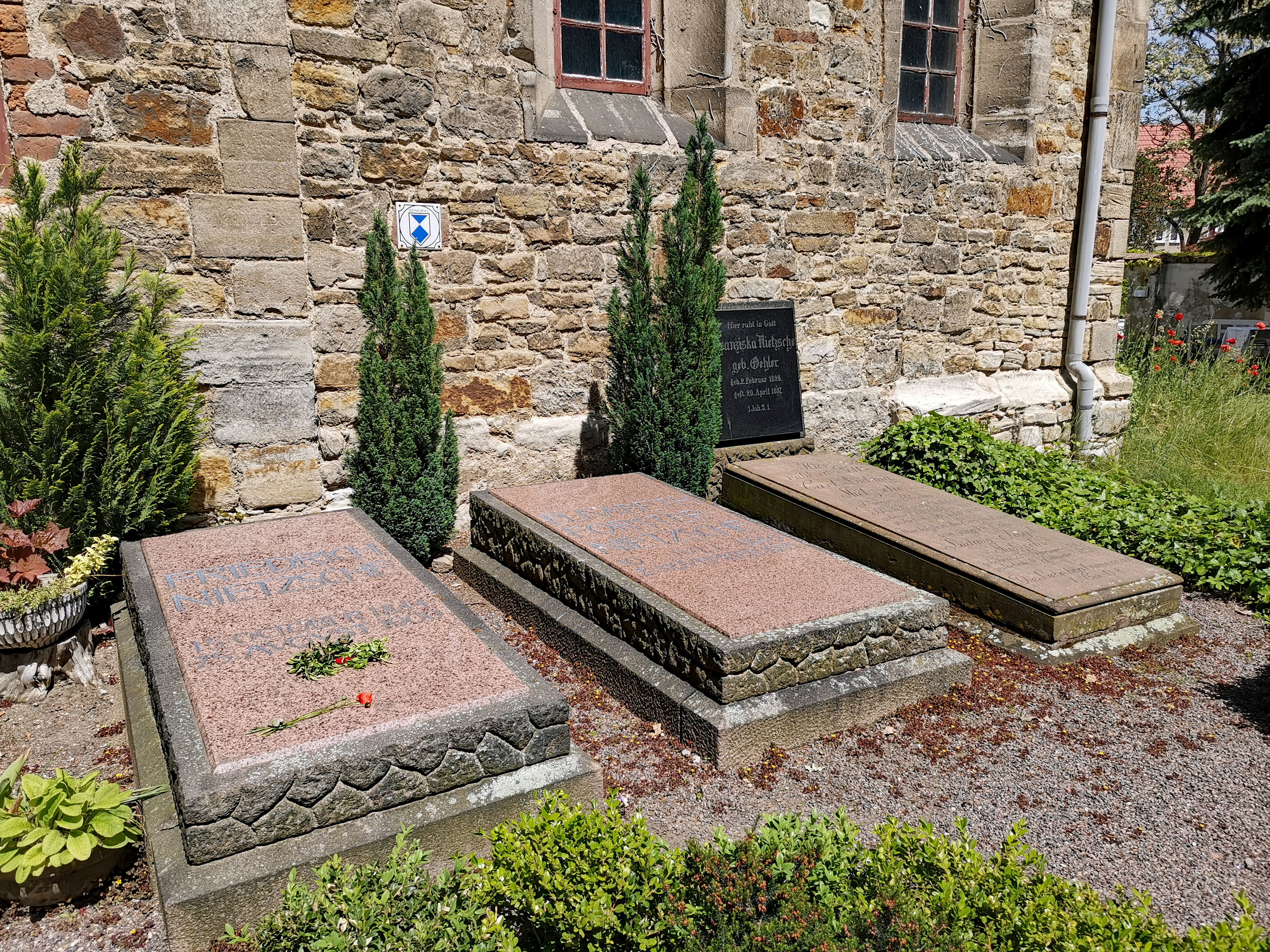
Grabstätte Friedrich Nietzsches und seiner Familie
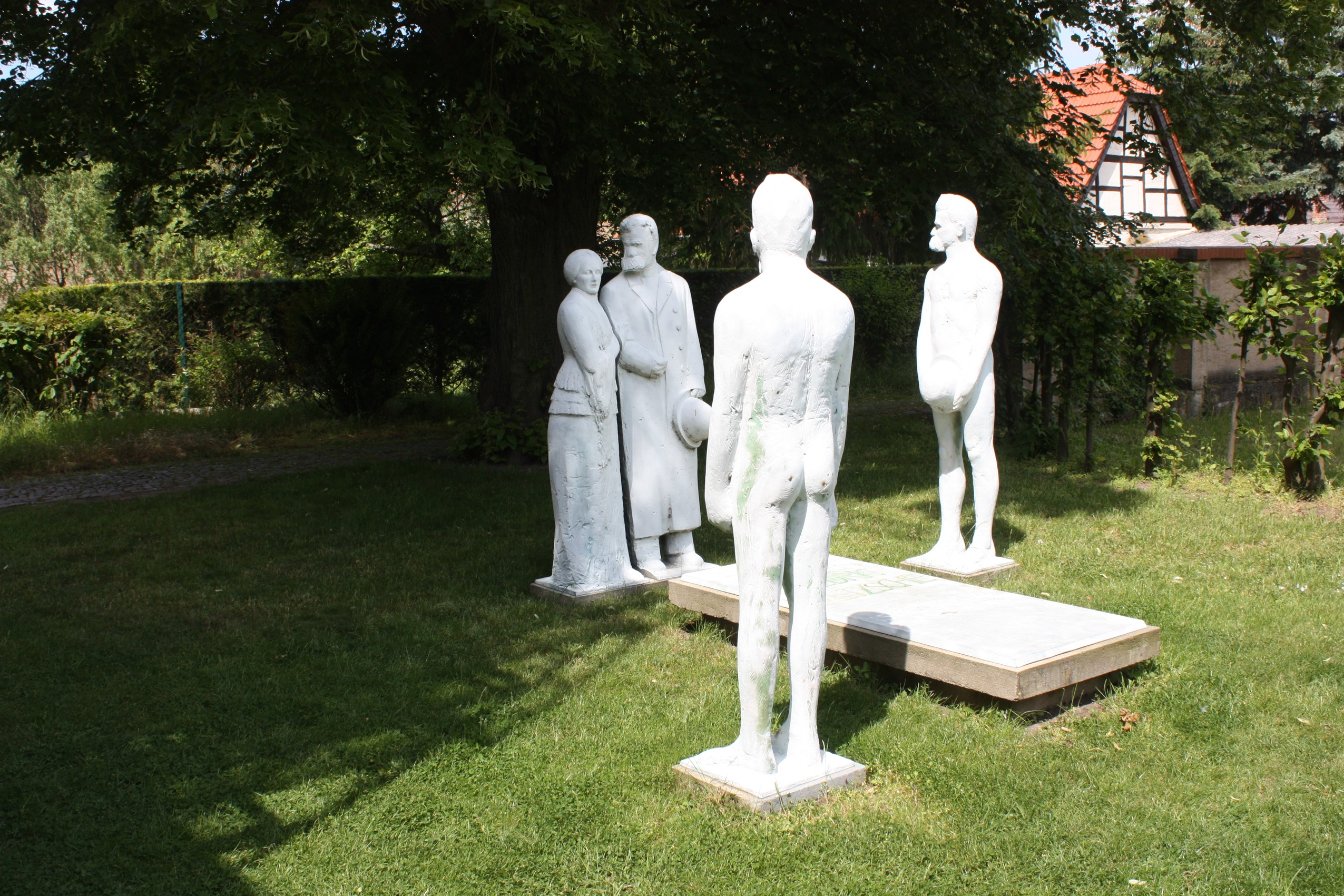
Skulpturengruppe „Röckener Bacchanal“ vor dem Geburtshaus
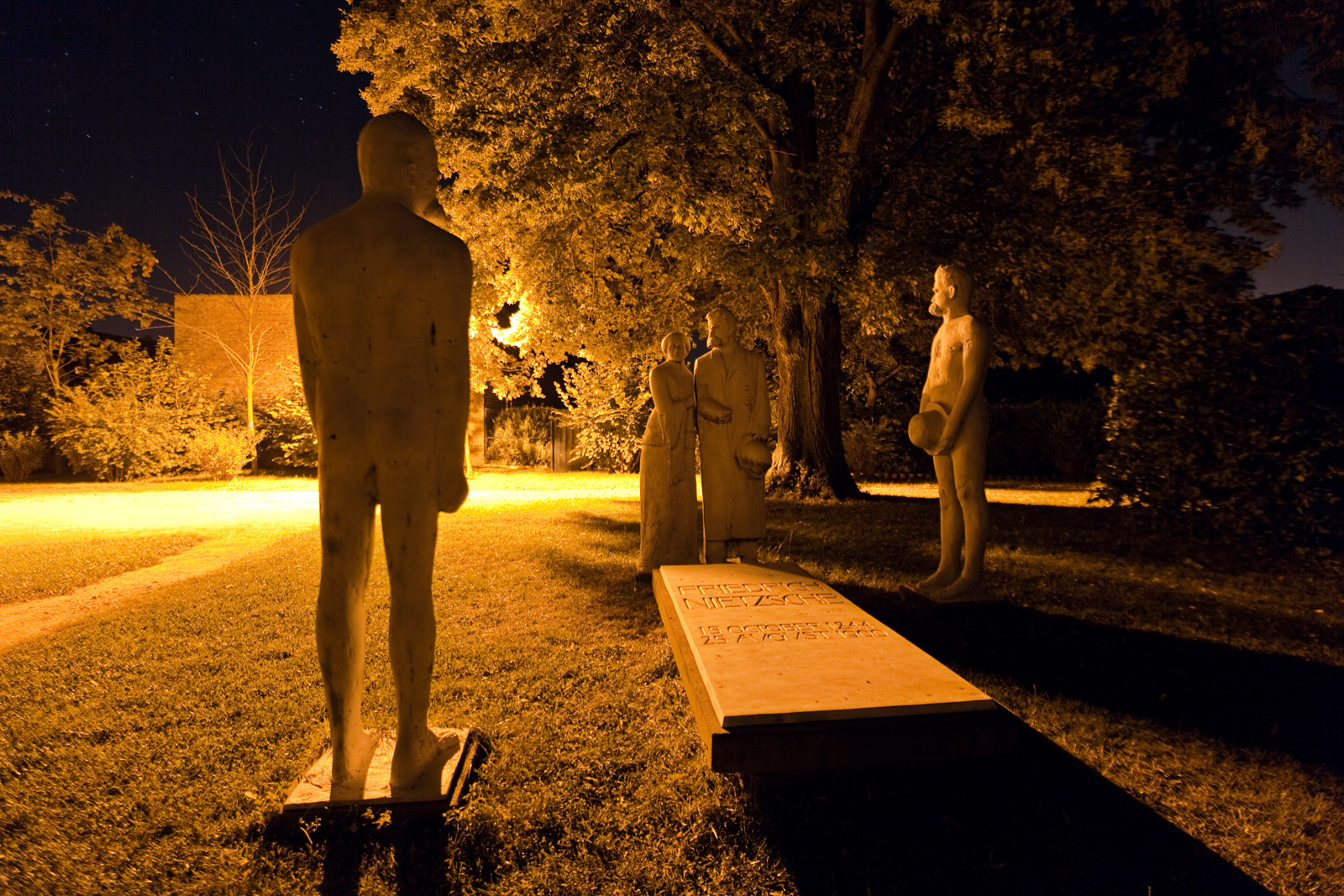
„Röckener Bacchanal“ bei Nacht

## Braunkohlenlagerstätte und Abbaupläne
Der Ort Röcken zählt aufgrund seines kohleführenden Untergrundes mit zur Braunkohlenlagerstätte, die sich unter und um Lützen befindet, und gehört geologisch zum Weißelsterbecken der Leipziger Tieflandsbucht.
Bereits 1920 wurde südlich von Röcken der Tagebau Gustav Adolf aufgeschlossen. Aufgrund von Problemen mit dem Grundwassersystem musste der Abbau bereits 1929 eingestellt werden. Ein markanter Bauzeuge aus dieser Zeit ist die noch existierende, allerdings verfallene Kieswasch- und Kohlebeschickungsanlage, die unweit von Röcken parallel zur Bahnstrecke gebaut worden war. Nach 1990 wurde die Kippe des Tagebaus mit Weichholzgewächsen aufgeforstet.

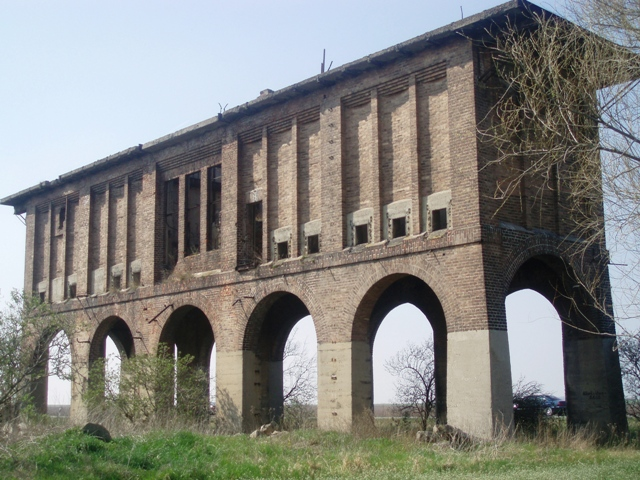
Ehemalige Kieswasch- und Kohlebeschickungsanlage bei Röcken

Umfassende Abbaupläne in Gestalt eines Großtagebaus wurden in der Folgezeit, insbesondere während des Bestehens der DDR nicht mehr verwirklicht, wenn Röcken auch von 1958 bis 1966 als „Bergbauschutzgebiet“ ausgewiesen war und 1984 bis 1985 Erkundungsbohrungen auf Veranlassung der Bezirksplankommission des Bezirkes Halle im Feld Lützen durchgeführt wurden, die eine spätere Devastierung der Gemeinde Röcken im Rahmen der von der SED verkündeten Energiewirtschaftspolitik zur „radikalen Ausbeutung aller Braunkohlelagerstätten“ frühestens nach dem Jahr 2000 vorsahen.
Anfang Februar 2006 gab die Mitteldeutsche Braunkohlengesellschaft bekannt, Probebohrungen zur Untersuchung der Kohlequalität in den Gemeinden Röcken und der Nachbargemeinde Sössen hinsichtlich einer etwaigen späteren Erschließung durchzuführen. Diese Probebohrungen begannen am 20. Juli 2006 auf dem Territorium der Gemeinde Sössen, was den Protest der Einwohner hervorrief. Daraufhin verkündete am 18. Dezember 2006 der Gemeinderat von Röcken, alle Möglichkeiten für den Erhalt seiner Ortschaften auszuschöpfen. Nach deren Meinung würde die Erschließung des Tagebaus Lützen und die damit verbundene Einbeziehung und Devastierung der Orte Stößwitz, Sössen, Gostau, Kölzen, Röcken, Michlitz, Bothfeld und Schweßwitz sowie von Teilen der Gemarkung der Stadt Lützen bedeuten, dass eine international bekannte europäische Geschichts- und Kulturregion verloren gehen würde, die auch Friedrich Nietzsche nachhaltig in seiner Entwicklung beeinflusst hat. Am 10. Februar 2007 erklärten die gegen den Braunkohlenabbau agierenden Bürgerinitiativen von Röcken und Sössen ihren Zusammenschluss und den Beitritt zum Aktionsbündnis „Zukunft statt Braunkohle“ in Schneidlingen. Bei einer daraufhin gestarteten Bürgeranhörung in der Gemeinde Röcken stimmte eine Mehrheit von 64 % der stimmberechtigten Einwohner gegen Probebohrungen auf gemeindeeigenen Flächen. Am 4. April 2008 teilte Sachsen-Anhalts Wirtschaftsminister Reiner Haseloff offiziell mit, dass die Mitteldeutsche Braunkohlengesellschaft Mibrag ihre Überlegungen, in dem Ort Röcken Kohle abzubauen, aus wirtschaftlichen Gründen ad acta gelegt habe.